# Mammillaria carretii
Mammillaria carretii (укр. Мамілярія кареті, мамілярія Каррета) — сукулентна рослина з роду мамілярія родини кактусових.

## Етимологія
Видова назва дана на честь пана з прізвищем Каррет, інші дані про якого не знайдені.

## Ареал і екологія
Ареал зростання — Мексика, штати Коауїла і Нуево-Леон, на висоті від 700 до 1 400 метрів над рівнем моря. Росте під камінням і на скелях, на сланцевих, з безплідним ґрунтом схилах. Крім того, було зафіксовано зростання під кущами.

## Морфологічний опис
Рослини одиночні.
| Орган              | Опис |
| Коріння            | |
| Стебло             | здавлено-кулясте до коротко-циліндричного, 5-6 см в діаметрі.                                                                                       |
| Епідерміс          | |
| Маміли             | злегка циліндричні, м'які, без молочного соку, 7-9 мм завдовжки.                                                                                    |
| Ареоли             | на початку з рідким пухом, пізніше голі. |
| Аксили             | спочатку з пухом, пізніше голі, від однієї до чотирьох красивих щетинок.                                                                            |
| Центральні колючки | одна, з гачком на кінці, шило-подібні, коричнево-каштанові, завдовжки 14-18 мм.                                                                     |
| Радіальні колючки  | 12-14, голчасті, трохи зігнуті, жовтуваті, до 13 мм завдовжки. Всі колючки вкриті волосками (пушком).                                               |
| Квіти              | довгі, вороноковидні, кремово-білі, внутрішні пелюстки з рожевими центральними прожилками, до 25 мм завдовжки, в діаметрі 15 мм, рильця зеленуваті. |
| Бутони             | |
| Зовнішні пелюстки  | |
| Внутрішні пелюстки | |
| Тичинки            | |
| Маточка            | |
| Плоди              | тонкі, зелені. |
| Насіння            | коричневе. |

## Охоронні заходи
Mammillaria carretii входить до Червоного Списку Міжнародного Союзу Охорони Природи уразливих видів (VU).
Цей вид має дуже обмежений ареал, площею менше 100 км² і упевнено відомий тільки з двох місць. До того ж місце його зростання дуже близько розташоване до швидко зростаючих міст — Монтеррей і Сальтільйо.
У Мексиці ця рослина занесена до національного переліку видів, що перебувають під загрозою зникнення, де вона включена до категорії «підлягають особливій охороні».
Охороняється Конвенцією про міжнародну торгівлю видами дикої фауни і флори, що перебувають під загрозою зникнення (CITES).

## Утримання в культурі
Вид представляє труднощі у вирощуванні. Виростити колонію хорошого розміру значно важче, ніж з іншими представниками підроду Dolichothele. Схильний швидко загнивати в разі перезволоження. Пр правильному утриманні швидко формує невисокі колонії з стебел з плоскими верхівками.